# Касаткин-Ростовский, Николай Фёдорович
Князь Никола́й Фёдорович Каса́ткин-Росто́вский (1848—1908) — курский губернский предводитель дворянства в 1890—1893 гг., камергер, член Государственного совета по выборам.

## Биография
Из древнего княжеского рода Касаткиных-Ростовских. Сын князя Федора Михайловича Касаткина-Ростовского. Крупный землевладелец: родовые 1700 десятин в Самарской губернии, приобретенные 1087 десятин в Курской губернии, у жены — приобретенные 970 десятин в той же губернии. В Санкт-Петербурге владел домом по адресу набережная Мойки, 84.
По окончании Морского училища в 1869 году, был выпущен гардемарином в 5-й флотский экипаж. В 1871 году был переведен в Гвардейский экипаж и произведен в мичманы. В 1874 году был произведен в лейтенанты. Участвовал в русско-турецкой войне 1877—1878 годов в составе Гвардейского экипажа, под командованием великого князя Алексея Александровича. За боевые отличия был награждён орденом св. Станислава 3-й степени с мечами и бантом.
В 1878 году вышел в отставку с чином капитан-лейтенанта и поселился в своем имении Курской губернии, где посвятил себя общественной деятельности. С 1879 года избирался почетным мировым судьей по Новоскольскому уезду, а с 1882 года — и Новооскольским уездным предводителем дворянства. Некоторое время был также председателем уездной земской управы. В 1890 году был избран Курским губернским предводителем дворянства, в каковой должности пробыл одно трехлетие. В 1893—1906 годах вновь состоял Новооскольским уездным предводителем дворянства. В 1897 году был пожалован в камергеры, а 6 декабря того же года произведен в действительные статские советники. Кроме того, в разные годы состоял председателем уездного съезда мировых судей, гласным губернского земства и почетным попечителем Курской гимназии (1899—1903). Был избран почетным гражданином города Нового Оскола. Способствовал созданию дворянской кассы взаимопомощи в Курской губернии для спасения дворянских имений от продажи с торгов.
В 1905 году вместе с М. Я. Говорухо-Отроком, графом В. Ф. Доррером и Н. Е. Марковым основал Курскую народную партию порядка, позднее преобразованную в губернский отдел Союза русского народа. Состоял почетным председателем этого отдела. Также был членом «Кружка дворян, верных присяге» и «Отечественного союза» графа А. А. Бобринского. В 1906 году стал одним из основателей Объединенного дворянства, на 1-м съезде которого был избран товарищем председателя Постоянного совета организации.
24 марта 1906 года избран членом Государственного совета от Курского губернского земства. Входил в правую группу. Состоял членом финансовой комиссии. 3 июля 1908 года в общем собрании Государственного совета заявил: «Я противник парламентарно-конституционных учреждений и сторонник совещательной Думы».
Скончался в 1908 году в Санкт-Петербурге от кровоизлияния в мозг.

## Семья
Был женат на Надежде Карловне Монтрезор (1852—1917). Их дети:
- Надежда (1873—1949), жена (с 1902) Николая Евграфовича Муханова (1864—1933).
- Федор (1875—1940), офицер лейб-гвардии Семеновского полка, поэт, публицист.
- София (1877—1918), убита большевиками во время Красного террора.
- Александра (1885—1973), жена (с 1902) Анатолия Дмитриевича Всеволожского (1870—1927, внук А. В. Всеволожского).
- Николай (1886—1918), убит большевиками во время Красного террора; оставил дочь от брака (1904) с Марфой Фёдоровной Каменской (ум. 1929).

## Награды
- Орден Святого Станислава 3-й ст. с мечами и бантом (1878);
- Орден Святой Анны 2-й ст. (1885);
- Орден Святого Владимира 3-й ст. (1890);
- Орден Святого Станислава 1-й ст. (1901).
- светло-бронзовая медаль «В память русско-турецкой войны 1877—1878 гг.»
- медаль «В память коронации императора Николая II»
- медаль «За труды по первой всеобщей переписи населения»

Иностранные:
- румынский Железный крест (1878).